# 台灣䲗
台湾䲗（学名：Callionymus formosanus）为䲗科䲗屬的鱼类，俗名台湾深海鼠衔鱼、台湾鼠衔鱼。分布于中国至日本南部、台灣，包括台湾海峡、南海等海域。该物种的模式产地在台湾海峡。其种加词“formosanus”意为“台湾的”。